# Plátenice
Plátenice je zaniklá usedlost v Praze 5-Smíchově, která stála v horní části ulice Švédská poblíž jejího křížení s ulicí Na Hřebenkách.

## Historie
Usedlost stojící o samotě se skládala z jedné budovy postavené na půdorysu písmene L a dvou hospodářských budov na půdorysu čtvercovém. V polovině 18. století ji vlastnila rodina Vlčkova, která měla v majetku také nedalekou Hřebenku a Nesypku. Zanikla do roku 1911.
Památkou na usedlost je vila s názvem „Na Plátenici“ v ulici Na Hřebenkách, která převzala její číslo popisné.